# San Miguel (departamento de Corrientes)

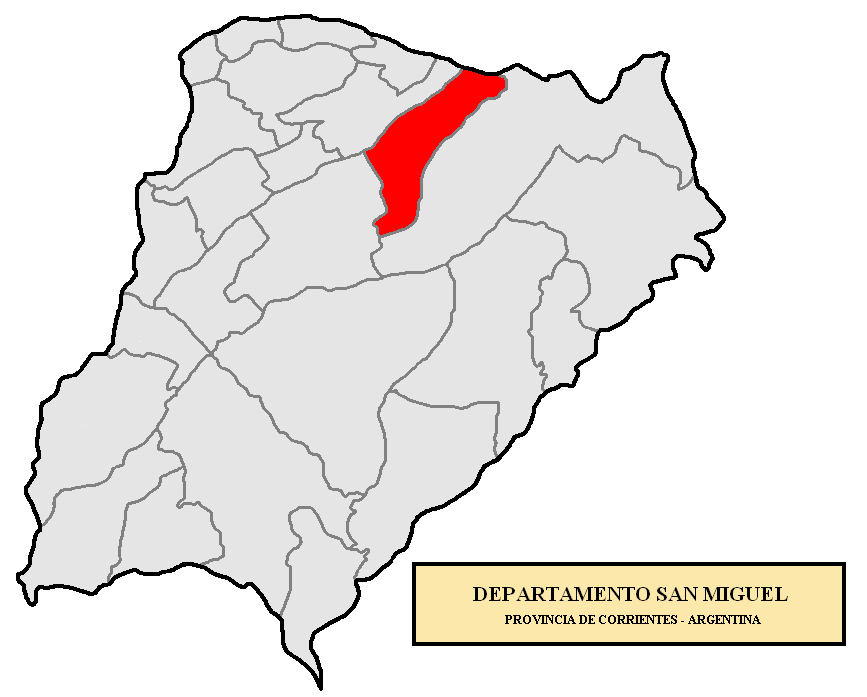
Localização do departamento de San Miguel na província de Corrientes.

San Miguel é um departamento da província de Corrientes. Possuía, em 2019, 11.475 habitantes.

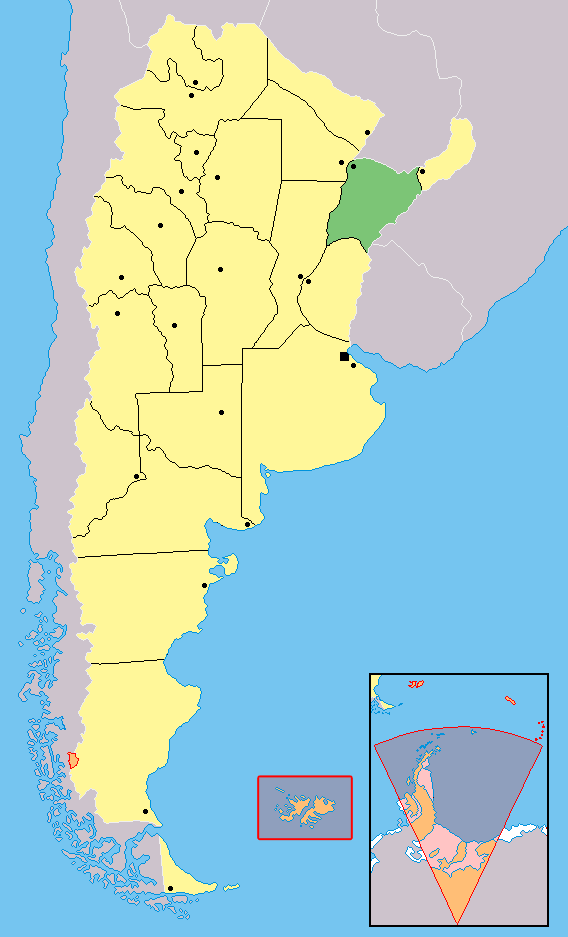
Localização da província de Corrientes na Argentina.